# Marcello Puglisi
Marcello Puglisi (nasceu a 17 de Maio de 1986) e é um piloto de carros Italiano.

## Carreira

### Formula Renault
Marcello Puglisi começou a competir em monolugares competindo na Fórmula Renault Italiana e na Fórmula Renault Eurocup em 2003. Continuou na competição italiana durante mais 3 anos, sendo que a sua melhor classificação final foi 13º no campeonato de pilotos.  Em 2003 e 2005, competiu em todas as 6 rondas da Eurocup, falhando sempre os pontos.

### Fórmula 3
Em 2005, Puglisi competiu também numa corrida da Fórmula 3 Italiana, somando três pontos na primeira e única tentativa na categoria.

### Fórmula 3000
Marcelo Puglisi pilotou nas Euroseries 3000 e no campeonato rival F3000 Internacional Masters na época de 2006.  Não somou pontos em nenhuma, mas assegurou o décimo lugar no campeonato de pilotos da F3000 International Masters.

### Fórmula Master Internacional
Em 2007, Puglisi competiu na época inaugural de Fórmula Master Internacional.  No seu ano mais bem sucedido no desporto automóvel, venceu uma corrida e terminou em 5º no campeonato de pilotos.  Está inscrito na categoria para 2008.

### Sports Car
Marcello Puglisi também competiu numa ronda das Le Mans Series em 2007 pela equipa Scuderia Lavaggi, nas LMP1, não somando pontos.

### GP2 Series
Marcello Puglisi assinou pela equipa Piquet Sports para pilotar na primeira temporada das GP2 Asia Series, em 2008.  Tendo como colega de equipa o compatriota Marco Bonanomi, não somou nenhum ponto.  Tendo começado outra época de Fórmula Master, surgiu-lhe a oportunidade de competir em 2008 GP2 Series ocupando o lugar do compatriota Davide Valsecchi na equipa Durango team, who was injured in a high-speed crash at the second round of the championship in Turkey.  Puglisi took part in the next round of the championship, but was then replaced by Ben Hanley.

## Registos

### Sumário da carreira
| Época | Campeonato                         | Equipa                  | Corridas | Poles | Vitórias | Pontos | Lugar Final |
| ----- | ---------------------------------- | ----------------------- | -------- | ----- | -------- | ------ | ----------- |
| 2003  | Fórmula Renault 2.0 Italiana       | Cram Competition        | 10       | 0     | 0        | 2      | 26º         |
| 2003  | Fórmula Renault 2.0 Eurocup        | Cram Competition        | 4        | 0     | 0        | 0      | NC          |
| 2004  | Fórmula Renault 2.0 Italiana       | RP Motorsport           | 17       | 0     | 0        | 34     | 13º         |
| 2005  | Fórmula 2.0 Italiana               | JD Motorsport           | 8        | 0     | 0        | 16     | 21º         |
| 2005  | Fórmula Renault 2.0 Europeia       | JD Motorsport           | 2        | 0     | 0        | 0      | NC          |
| 2005  | Fórmula 3 Italiana                 | RP Motorsport           | 1        | 0     | 0        | 3      | 15º         |
| 2006  | Fórmula 3000 Internacional Masters | Alan Racing             | 9        | 0     | 0        | 21     | 10º         |
| 2006  | Fórmula 3000 Euroseries            | Euronova                | 8        | 0     | 0        | 0      | NC          |
| 2007  | Fórmula Master Internacional       | Promotorsport           | 16       | 0     | 1        | 47     | 5º          |
| 2007  | Le Mans Séries                     | Scuderia Lavaggi (LMP1) | 1        | 0     | 0        | 0      | NC          |
| 2008  | GP2 Séries                         | Durango                 | 2        | 0     | 0        | 0      | 32º*        |
| 2008  | GP2 Asia Séries                    | Piquet Sports           | 10       | 0     | 0        | 0      | 25º         |
| 2008  | Fórmula Master Internacional       | Promotorsport           | 6        | 0     | 1        | 11     | 11º*        |

* Época em curso.